# Butyrumichthys
Butyrumichthys è un genere estinto di pesci ossei, appartenente all'ordine Scombriformes, descritto sulla base di esemplari provenienti dalla Formazione di Fur, in Danimarca, risalente all'Eocene. Questa formazione geologica è rinomata per la straordinaria conservazione dei suoi fossili, tra cui numerose specie di pesci teleostei. L'unica specie nota è B. henricii.

## Descrizione
Il genere Butyrumichthys è stato descritto a partire da sei scheletri articolati quasi completi e da un cranio ben conservato.  Per lo studio di questi fossili, oltre alle analisi morfologiche tradizionali, è stata impiegata la mappatura elementare di stronzio e fosforo tramite spettrometria a micro-XRF, al fine di esporre e migliorare la visibilità dell'anatomia scheletrica.
Butyrumichthys henricii presenta una combinazione unica di caratteristiche anatomiche che ne supportano la validità tassonomica. Tra i tratti distintivi figurano mascelle provviste di piccoli denti conici disposti in un'unica serie, un preopercolo dotato di almeno 15 spine prominenti, una colonna vertebrale composta da 37-38 vertebre (17-18 precaudali + 20 caudali), una pinna dorsale con 5-6 spine deboli seguite da 27-28 raggi molli, e una pinna anale con due spine e 19-20 raggi molli.

## Classificazione
Butyrumichthys venne descritto per la prima volta nel 2022, sulla base di sei scheletri e un cranio; tutti gli esemplari provengono dagli orizzonti carbonatici della Formazione di Fur.
L'anatomia di Butyrumichthys henricii mostra numerose somiglianze morfologiche con alcune specie del genere Schedophilus, in particolare Schedophilus pemarco e Schedophilus medusophagus. Per questo motivo, il nuovo genere è stato assegnato alla famiglia Centrolophidae, che comprende i cosiddetti "medusafish".
La scoperta di Butyrumichthys henricii arricchisce le conoscenze sulla diversità dei teleostei marini del Paleogene, e ha fornito le più antiche testimonianze fossili basate su esemplari articolati del sottordine Stromateoidei.